# Kanton Briouze
Kanton Briouze (francouzsky Canton de Briouze) byl francouzský kanton v departementu Orne v regionu Dolní Normandie. Tvořilo ho 15 obcí. Zrušen byl po reformě kantonů 2014.

## Obce kantonu
- Briouze
- Craménil
- Faverolles
- Le Grais
- La Lande-de-Lougé
- Lignou
- Lougé-sur-Maire
- Le Ménil-de-Briouze
- Montreuil-au-Houlme
- Pointel
- Saint-André-de-Briouze
- Sainte-Opportune
- Saint-Georges-d'Annebecq
- Saint-Hilaire-de-Briouze
- Les Yveteaux